# Ігор Гінич
Ігор Гінич  (хорв. Igor Hinić, 4 грудня 1975) — хорватський ватерполіст, олімпійський чемпіон.

## Виступи на Олімпіадах
| Олімпіада    | Дисципліна | Місце |
| ------------ | ---------- | ----- |
| Атланта 1996 | водне поло | 2     |
| Сідней 2000  | водне поло | 7     |
| Афіни 2004   | водне поло | 10    |
| Пекін 2008   | водне поло | 6     |
| Лондон 2012  | водне поло | 1     |